# Angela Francesca Frigo
Angela Francesca Frigo (née à Puerto La Cruz au Venezuela le 22 mars 1986) est un mannequin américain. Elle a été élue playmate du mois d’août 2010 par le magazine Playboy.